# Животное (фильм, 2001)
«Живо́тное» (англ. The Animal) — американский художественный фильм 2001 года, поставленный режиссёром Люком Гринфилдом.

## Сюжет

Марвин и орангутан притворяются хорошими друзьями, хотя на самом деле при встрече сразу невзлюбили друг друга. Кадр из фильма «Животное»

Марвин имеет мечту стать полицейским, однако его физические и умственные данные не позволяют ему это осуществить. Его шансы заметно возрастают, когда он попадает в автокатастрофу, ведь для реабилитации Марвина учёный из секретной лаборатории пересаживает ему органы различных животных. После имплантации Марвин мгновенно становится суперкопом. И всё было бы замечательно, только животные инстинкты неожиданно начинают брать верх. Ко всему прочему Марвин внезапно влюбляется в девушку, работающую в приюте, и теперь ему необходимо победить свою звериную натуру, чтобы доказать своей возлюбленной, что он настоящий джентльмен.

## В ролях
| Актёр          | Роль                |
| -------------- | ------------------- |
| Роб Шнайдер    | Марвин Мэндж        |
| Коллин Хаскелл | Рианна Хаммингберд  |
| Джон Макгинли  | сержант Дуглас Сиск |
| Эдвард Аснер   | шеф Уилсон          |
| Майкл Кэтон    | доктор Уайлдер      |
| Адам Сэндлер   | Тоуни               |
| Берглинд Айси  | Иоланда             |

## Саундтрек
1. Hardest Way Possible — Rustic Overtones — 03:54
2. It’s On (Party Time) — Ali Dee — 03:43
3. C’Mon N' Ride It (The Train) — Quad City DJ’s — 07:32
4. Wild Thing — Tone-Loc — 04:25
5. Hey Baby — Mocean Worker — 03:46
6. Hard Living — Wailing Souls — 03:49
7. Let’s Get It On — Marvin Gaye — 04:52
8. My Projects — Coo Coo Cal — 03:48
9. The Amazing — Dolphin Boy — 02:43
10. Salt Bag Spill — Citizen King — 02:16
11. Got 2 B Luv — Bottlefly — 03:24
12. No Matter What — Zydeco Flames — 03:06

## Сиквел
В октябре 2022 года было объявлено, что актёр Роб Шнайдер назначен режиссёром сиквела «Животное».